# シギウナギ科
シギウナギ科（学名：Nemichthyidae）は、ウナギ目に所属する魚類の分類群（科）の一つ。シギウナギなど漂泳性の深海魚のみ、3属9種が含まれる。科名（模式属名）の由来は、ギリシア語の「nema（糸状）」および「ichthys（魚）」から。

## 分布・生態
シギウナギ科の魚類は太平洋・大西洋・インド洋など、世界中の温暖な海域に広く分布する。水深2,000mまでの深海を主な生息範囲とし、海底から離れた中層を漂って生活する漂泳性深海魚のグループである。日本近海からは2属3種が報告されている。
食性は肉食性で、サクラエビなど浮遊性の甲殻類を主に捕食する。特徴的な反り返った口には多くの微細な歯が並び、獲物の体を絡め取るように捕獲すると考えられている。水深300m以深で体を垂直にして漂い、餌を探索する姿が報告されている。
カライワシ上目の仲間に共通する特徴として、仔魚はレプトケファルス（葉形仔魚）と呼ばれる独特の形態をとる。シギウナギ科魚類のレプトケファルスは細長い糸状の尾部をもち、他科との鑑別は容易である。

## 形態

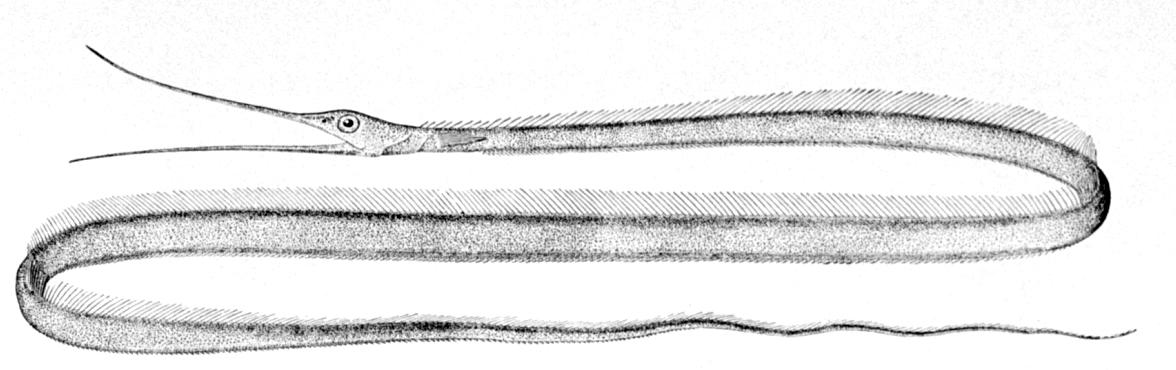
シギウナギ Nemichthys scolopaceus （シギウナギ属）。反り返った細長い顎が本科魚類の特徴である

体型は非常に細長く、最大で全長1.6mに達する。著しく伸びた上下の顎が本科魚類の最大の特徴で、互いに反り返った両顎は咬み合わせることはできない。上顎は下顎よりわずかに長い。眼が大きく、側線はよく発達する。肛門はクロシギウナギ属では胸鰭の後方に、他2属では胸鰭直下に位置する。
雄は性成熟とともに顎が短くなり歯は消失するなど、大きな形態学的変化が生じる。このため、かつては同一種の雄と雌が、異なる属あるいは別の亜目として分類されていたこともある。成熟雄は鼻孔が拡大しており、雌のフェロモンを敏感に捉えるための変化と推測されている。
背鰭と臀鰭の基底は非常に長く、尾鰭と連続する。シギウナギ属には、ごく細いフィラメント状の尾鰭が存在する。前鰓蓋骨を欠き、前頭骨は一部のみ癒合する。椎骨はクロシギウナギ属および Labichthys 属では170-220個だが、シギウナギ属では750個を超えることもある。

## 分類
シギウナギ科にはNelson（2016）の体系において、3属9種が認められている。本科はかつてアナゴ科・ハモ科を含めたアナゴ亜目の一員として位置付けられていたが、ミトコンドリアDNA全長の塩基配列解析により、本科はフウセンウナギの仲間から派生し、ノコバウナギ科およびウナギ科と近縁であることが明らかにされた。
- クロシギウナギ属 Avocettina

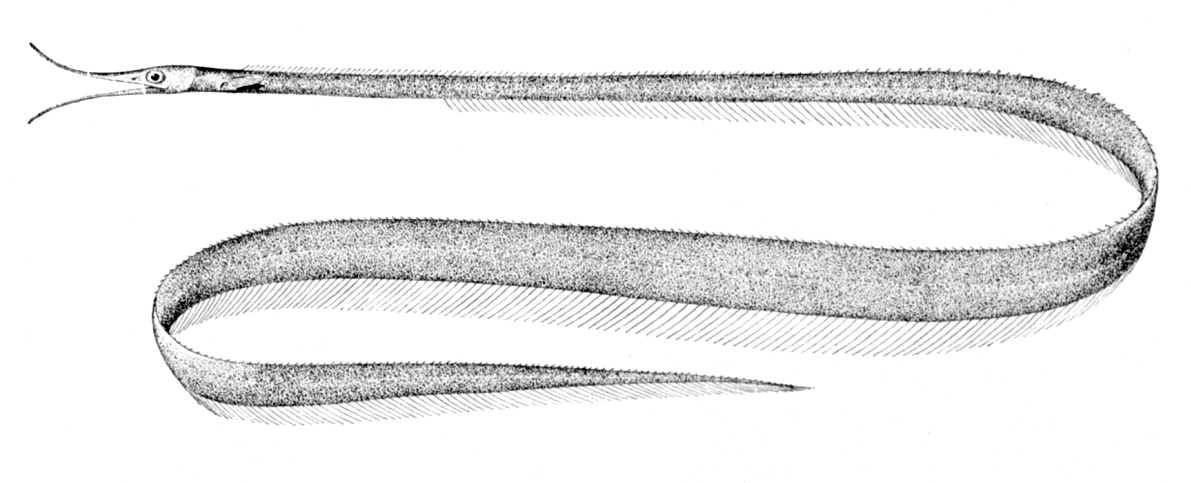
クロシギウナギ Avocettina infans （クロシギウナギ属）。本種は水深4,571mからの記録がある

  - クロシギウナギ Avocettina infans
  - クロシギウナギモドキ Avocettina paucipora
  - Avocettina acuticeps
  - Avocettina bowersii
- シギウナギ属 Nemichthys
  - シギウナギ Nemichthys scolopaceus
  - Nemichthys curvirostris
  - Nemichthys larseni
- Labichthys 属
  - Labichthys carinatus
  - Labichthys yanoi